# Puya roseana
Puya roseana är en gräsväxtart som beskrevs av Lyman Bradford Smith. Puya roseana ingår i släktet Puya och familjen Bromeliaceae. IUCN kategoriserar arten globalt som starkt hotad. Inga underarter finns listade i Catalogue of Life.